# Scienza forense

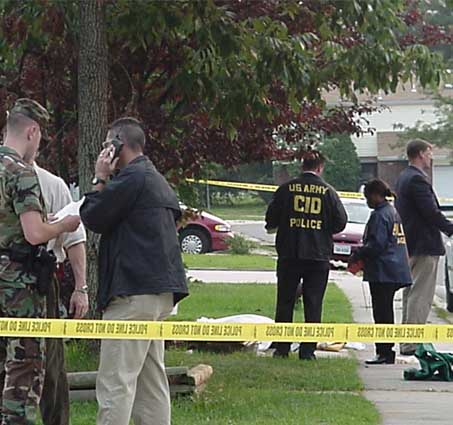
Alcuni investigatori statunitensi che analizzano una scena del crimine.

La scienza forense è l'applicazione di tecniche e metodologie scientifiche alle tradizionali investigazioni di carattere giudiziario, in relazione all'accertamento di un reato o a un comportamento sociale. È anche nota come criminalistica.
Nell'uso tradizionale, il termine "forense" indica sia una forma di evidenza giuridica sia una categoria di pubblicizzazione legale. Nell'uso moderno, il termine "forense" rispetto a "scienza forense" può essere considerato come un sinonimo di "legale" o, comunque, sotteso al sistema penale.

## Storia
Nell'antica Roma, quando si processava qualcuno per un reato, si doveva presentare il caso pubblicamente nel forum così che sia l'imputato che il pubblico ministero potevano fornire le proprie ragioni basate ciascuna su un punto di vista rispettivamente per la difesa e per l'accusa. Colui che forniva le prove o, comunque, una buona conoscenza delle leggi poteva condizionare la sentenza finale.
Il primo manoscritto riguardante l'utilizzo della medicina e dell'entomologia per risolvere vicende criminali è attribuito a Song Ci (宋慈, 1186–1249). Nel libro si trova, tra l'altro, il caso di una persona uccisa con una falce che è stato risolto dall'investigatore testando diverse lame sulle carcasse degli animali e confrontando i tagli fra loro. Il libro, inoltre, offre utili consigli su come distinguere tra reati da annegamento e strangolamento e di come si può morire di omicidio, suicidio o avvelenamento.
Nel XVI secolo i medici nel campo militare e accademico iniziarono a raccogliere informazioni sulle cause e sui tipi di decesso. Uno di questi, Ambroise Paré, studiò gli effetti della morte violenta sugli organi interni. Due italiani, Fortunato Fidelis e Paolo Zacchia, posero le basi per la moderna patologia studiando i mutamenti avvenuti nelle strutture organiche in seguito ad infezione. Nel tardo XVIII secolo furono pubblicati una serie di lavori molto importanti tra cui Trattato di medicina forense e di salute pubblica di Fodéré e Sistema completo di medicina legale di Johann Peter Franck.
Nel 1776 il chimico svedese Carl Scheele scoprì l'ossido di arsenico nei corpi, sebbene solo in modeste quantità. La ricerca si diffuse nel 1806 grazie alle competenze di Valentin Ross che apprese di come isolare il veleno sulle pareti dello stomaco di una vittima e di James Marsh che confermò l'arsenico come causa di morte in un processo svoltosi nel 1836. La polizia scientifica iniziò ad utilizzare le impronte digitali come prova del reato quando Juan Vucetich risolse un caso di omicidio in Argentina estrapolando delle impronte da una macchia di sangue sulla maniglia di una porta.
Nel corso del XX secolo  diversi patologi quali Bernard Spilsbury, Francis Camps, Sydney Smith e Keith Simpson introdussero nuovi metodi di indagine. Nel 1909 a Losanna in Svizzera  Rodolphe Archibald Reiss fondò la prima scuola di scienze forensi denominata "Istituto di polizia scientifica". Negli anni '70 due processi a carico di due imputati per omicidio dimostrarono che il crescente ricorso alla logica e alla metodologia era ormai un fatto acquisito. Nel primo caso si scoprì che la carta impiegata per custodire la polvere da sparo utilizzata per compiere il fatto era la stessa del quotidiano che l'assassino aveva in tasca. Nel secondo caso la polizia trovò dei brandelli di tessuto della vittima presso il lago dove era stata annegata. Gli investigatori inoltre avevano rilevato un'impronta di una suola di scarpe che corrispondeva perfettamente con quella dell'assassino.

## Branche e settori
La competenza delle scienze forensi è vastissima e spazia dalla chimica alla fisica, dalla medicina forense alla psicologia forense, nonché ad altri svariati campi della tecnica e dell'ingegneria. Per fronteggiare il dilagare dei crimini informatici in relazione alla sicurezza informatica si utilizza l'informatica forense. Si considerano, tra l'altro, le seguenti ramificazioni forensi:
- Architettura forense, approccio che utilizza tecniche e tecnologie architettoniche e forense per indagare su casi di violenza di Stato e violazioni dei diritti umani
- Arte forense riguarda i casi di autenticazione d’arte per aiutare la ricerca di autenticità dell'opera. Metodi di autenticazione sono utilizzati per rilevare e identificare contraffazione, finti e la copia di opere d'arte, per esempio dipinti.

- Audio analisi forense è lo studio delle conversazioni verbali, delle comunicazioni telefoniche nonché degli strumenti necessari quali cellulari, utenze, SMS, SIM, ecc.
- Antropologia forense è l'applicazione dell'antropologia fisica nel contesto legale, solitamente per l'identificazione di resti umani.
- Archeologia forense è il risultato della combinazione tra archeologia e scienza forense, generalmente da parte delle forze dell'ordine ma non sono rari i casi di collaborazioni con la Sovrintendenza per i beni culturali per risolvere misteri passati di secoli[6].
- Balistica forense studia i proiettili e i materiali impiegati tramite l'uso di armi da fuoco.[7]
- Bloodstain Pattern Analysis è l'esame scientifico delle macchie di sangue trovate sulla scena del crimine per ricostruire gli eventi del crimine.
- Botanica forense è lo studio della vita delle piante in modo da ottenere informazioni sulla scena del crimine.
- Chimica forense è l'applicazione di analisi chimiche e biochimiche volta alla risoluzione di questioni legali
- Contabilità forense è lo studio e l'interpretazione di evidenze contabili.
- Criminalistica è la scienza delle tracce che attraverso l'applicazione di conoscenze empiriche e tecniche di indagine consente l'accertamento di un reato e l'identificazione del reo. Nel 2021 è stata approvata la Norma UNI 1822:21 che disciplina la professione del criminalista nelle varie declinazioni
- Criminologia è l'insieme ordinato delle conoscenze empiriche sul crimine, sul reo, sulla condotta socialmente deviante e sul controllo di tale condotta e sulla vittima.
- Dattiloscopia forense è lo studio delle impronte digitali.
- Entomologia forense è l'analisi degli insetti sul corpo della vittima per accertarne i tempi e le cause della morte. Può inoltre rivelare se il corpo ha subito spostamenti dopo il decesso.
- Fire investigation a volte indicato come origin and cause investigation, è l'analisi degli incidenti incendiari correlati.
- Fotografia aerea forense è lo studio e l'interpretazione della scena del crimine tramite la fotografia aerea.
- Genetica forense analizza il DNA individuale per comprovare un'attribuzione di paternità o la sospetta partecipazione ad un delitto.
- Geofisica forense attraverso l'utilizzo di strumenti quali il radar ed il sonar si propone di cercare oggetti o corpi sotto la superficie[8].
- Geologia forense è lo studio degli elementi minerali presenti nel suolo.
- Idroclimatologia forense è lo studio degli elementi biologici e minerali presenti nell'acqua.
- Informatica forense è l'applicazione di metodi e tecniche per rilevare dati nascosti o cancellati da un computer.
- Infermieristica forense valuta l'operato professionale sia degli infermieri che di tutti gli operatori sanitari non medici, allo scopo di valutare fatti penalmente e civilmente perseguibili.
- Ingegneria forense è l'analisi di macchine o prodotti e dei loro malfunzionamenti.
- Ingegneria elettrica forense è una branca di ingegneria forense, e si occupa di indagare i guasti elettrici e gli incidenti in un contesto giuridico. Molte indagini di ingegneria elettrica forense si applicano agli incendi sospetti di essere causato da guasti elettrici.
- Investigazione scientifica è l'applicazione di diverse tecniche di indagine in relazione all'analisi e confronto di evidenze biologiche, tracce (di scarpe, di autoveicoli, ecc.), balistica, sostanze tossiche, armi da fuoco e altri elementi di indagine.
- Linguistica forense interviene nelle questioni in cui sono richieste competenze linguistiche esperte.
- Medicina forense e medicina legale studia le applicazioni della scienza medica alle questioni legali, ossia le conseguenze di lesioni biologiche provocate dai più diversi agenti eziologici (eziologia).
- Mediazione forense descrive l'analisi e la rilevazione di dati nei processi in cui accusa e difesa ricorrono alla mediazione penale.[9]
- Microanalisi forense analizza e confronta la rilevazione di tracce sulla struttura dei materiali quali vetro, plastica, legno, metallo, ecc.
- Meteorologia forense è lo studio delle condizioni del tempo o la previsione di esse
- Metrologia forense è l'applicazione della scienza delle misure a supporto delle scienze forensi che richiedono misurazioni.[10]
- Metodologia forense utilizza una serie di tecniche qualitative quali ad es. l'inchiesta e l'intervista per rilevare testimonianze su testimoni o sospettati.
- Odontologia forense è lo studio della dentatura e della dentizione nonché dei morsi o di tracce simili.[11][12][13]
- Optometria forense è lo studio di supporti visivi (occhiali, lenti a contatto, etc.) utilizzati dalle persone coinvolte nella scena del crimine.
- Patologia forense è lo studio combinato di medicina e patologia per determinare le cause di morte.
- Perizia calligrafica è una tecnica volta ad accertare se un testo olografo sia di paternità di un determinato soggetto.
- Planologia forense studia la pianificazione delle indagini e la previsione dei risultati.
- Podologia forense è l'applicazione dello studio delle suole di scarpe per scoprire l'identità delle persone.
- Profilazione geografica è una metodologia investigativa criminale che analizza le posizioni di una serie connessa di crimini per determinare l'area più probabile della residenza del trasgressore.
- Psicologia forense è un'area specialistica della psicologia giuridica che si occupa dei processi psicologici relativi ai diversi aspetti della dimensione giuridico-forense.
- Psicologia investigativa, da non confondere con la psicologia giuridica, consiste nell’applicazione della psicologia al lavoro giudiziario e «studia come reperire, valutare e utilizzare in modo efficace l’informazione investigativa; come supportare le azioni e decisioni delle forze di Polizia e le inferenze che si possono trarre dall’attività criminale».
- Sierologia forense è lo studio dei fluidi corporei[14].
- Sismologia forense è lo studio delle onde sismiche generate dai terremoti o dai movimenti delle faglie terrestri.
- Spionaggio forense è lo studio di cose e persone che normalmente non sono di pubblico dominio[15]
- Statistica criminale è la disciplina che studia, archivia e diffonde dati e indici statistici sulla criminalità.
- Statistica forense studia lo sviluppo di algoritmi, formule matematiche e programmi utili alle indagini.
- Tossicologia forense è lo studio degli effetti delle sostanze illecite e dei veleni sul corpo umano.
- Tracceologia forense studia la formazione di tracce sugli oggetti ed il contatto di questi tra loro.
- Video analisi forense è lo studio delle immagini registrate da cineprese e apparecchiature simili quali sistemi di videosorveglianza, webcam, satellite, ecc.
- Wildlife Forensic Science si applica una serie di discipline scientifiche a casi legali che coinvolgono prove biologiche non umano, per risolvere i crimini, come il bracconaggio, maltrattamento di animali e il commercio di specie minacciate di estinzione.

Nel 2021, su iniziativa del CONPEF (Coordinamento Nazionale Periti ed Esperti Forensi) viene varata una norma tecnica la UNI 11822:21 che regolamenta la figura professionale del criminalista.

## Aspetti dibattuti
Alcune pubblicazioni scientifiche hanno messo in luce una serie di problemi legati alla scienza forense, in particolare sulla manipolazione e sulla strumentalizzazione delle impronte digitali da parte degli inquirenti, come affermato in un articolo del New York Post.
Il 25 giugno 2009 la Corte Suprema degli USA dichiarò che i risultati del laboratorio nella causa Melendez-Diaz non potevano avere valore legale nel processo a meno che il responsabile del laboratorio non avesse testimoniato al processo. Il verdetto fu pronunciato in riferimento al National Academies report Strengthening Forensic Science in the United States secondo il quale la scienza forense non è immune dal rischio di manipolazione.

## Media
La scienza forense è di ispirazione per innumerevoli produzioni:
- Ace Attorney (2001) videogioco della Nintendo, in particolare gli episodi Apollo Justice: Ace Attorney e Phoenix Wright: Ace Attorney.
- Alfred Hitchcock presenta (1955-85) di Alfred Hitchcock
- American Justice, (1992) di Bill Kurtis
- Attenti a quei due (The Persuaders) (1970-72) di Robert S.Baker.
- Body of Evidence (2002) di Dayle Hinman
- Bones, (2005) di Hart Hanson
- Detective Conan, (1994) fumetto di Gōshō Aoyama
- Cold Case-Delitti irrisolti, (2003-10) di Meredith Stiehm
- Colombo, (1968-78) di Richard Levinson e William Link
- Criminal Minds, (2005) di Jeff Davis
- CSI: scena del crimine, (2000-10) di Anthony E. Zuiker
- CSI: Miami (2002) di Anthony E. Zuiker, Ann Donahue, Carol Mendelsohn
- CSI: NY (2004) di Anthony E. Zuiker, Ann Donahue, Carol Mendelsohn
- Dexter, (2006-2011) di James Manos, Jr.
- Dick Tracy, (1937) di Alan James e Ray Taylor
- Forensic Files, (1996-2000) di Paul Dowling
- Kojak, (1973-78) di Abby Mann
- Il commissario Montalbano (1999-2011) di Andrea Camilleri
- Law & Order: i due volti della giustizia, (1990-2010) di Dick Wolf
- Law & Order: Criminal Intent (2001-11) di Dick Wolf
- L'ispettore Derrick (1974-88) di Herbert Reinecker
- L'ispettore Barnaby (1997-2011) di Anthony Horowitz
- Monk, (2002-09) di Andy Breckman
- La signora in giallo (Murder, She Wrote), (1984-1996) di Peter S. Fischer, Richard Levinson e William Link.
- NCIS, (2003-11) di Donald P. Bellisario e Don McGill
- Perry Mason, (1957-66) di Erle Stanley Gardner
- Poirot, (1989-2011) di Anthony Horowitz e Clive Exton
- Quincy (1976-83) di Glen A. Larson è una delle prime serie televisive sull'analisi investigativa scientifica, basata a sua volta sulla serie canadese Wojeck, dove il protagonista è un medico.
- RIS Delitti imperfetti (2005-09) di Pietro Valsecchi
- RIS Roma Delitti imperfetti (2010) di Pietro Valsecchi
- Sherlock Holmes, (2009) di Guy Ritchie
- Testimoni silenziosi (Silent Witness), (1996-in corso) di Nigel McCrery
- The Mentalist, (2008-11) di Bruno Heller
- The New Detectives, (1996-2005) di Mike Sinclair, Peter Koeppen, Tom Golden
- Waking the Dead (2000-11) di Barbara Machin
- CSI: Vegas (2021-) di Anthony E. Zuiker